# Міріада
Міріада (від давньогрецької дав.-гр. μυριάς) це технічне число 10 000 (десять тисяч); у цьому значенні цей термін використовується в англійській мові майже виключно для дослівного перекладу з грецької, латинської чи китайських мов (китайської, японської, корейської), або коли йдеться про давньогрецькі цифри.
У загальнішому плані міріади можуть використовуватися в розмовній мові для позначення невизначено великої кількості.

## Історія
Егейські числівники Мінойської та Мікенської цивілізацій включали одну одиницю для позначення десятків тисяч. ЇЇ було написано символом, що складається з кола з чотирма рисками 𐄫.